# Фристайл (группа)
Фриста́йл — советская и украинская музыкальная группа из Полтавы, образовавшаяся в ноябре 1988 года. Руководитель, композитор и продюсер группы — Анатолий Розанов. В первые годы фронтменом группы был Вадим Казаченко, но в 1992 году он покинул коллектив, начав сольную музыкальную деятельность.

## История группы
Группа образована в ноябре 1988 года. Коллектив музыкантов во главе с Анатолием Розановым, работавший как аккомпанирующий состав Михаила Муромова «Высший пилотаж», подготовил к этому времени несколько собственных песен, опробованных на концертах и тепло встреченных зрителями. Дебютный альбом записан в Полтаве, родном городе большинства музыкантов. Для этого на скорую руку была собрана студия, расположившаяся в репетиционной комнате одного из полтавских предприятий, где когда-то и начинали в художественной самодеятельности свой путь на эстраду будущие «фристайловцы».
В состав группы вошли музыканты, близко знакомые ещё с 1983 года: Сергей Кузнецов (компьютер, клавишные, бэк-вокал), Сергей Ганжа (гитара, бэк-вокал), Нина Кирсо (вокал), а также примкнувшие к ним в процессе работы с Михаилом Муромовым экс-участники молдавского ВИА «Оризонт» Владимир Ковалёв (гитара, бэк-вокал) и Анатолий Киреев (вокал), и москвич Александр Белый (клавишные, аранжировка). Песни сочинял руководитель и звукорежиссёр Анатолий Розанов, слова песен написал Сергей Кузнецов.
В процессе создания альбома Анатолий Розанов и Сергей Кузнецов, экспериментируя, написали несколько песен в несколько другой стилистике, чем та, что подходила для Анатолия Киреева, мужественного баритона «а-ля Том Джонс», и понадобился тенор. Так в группу попал только что покинувший ансамбль «Фестиваль» Вадим Казаченко, тоже полтавчанин.
Большинство полтавских знакомых скептически отнеслись к тому, что «ребята из провинции могут что-то этакое сотворить». В связи с этим, альбом было решено назвать «Получите!».
Сведение альбома было осуществлено звукорежиссёром Полтавского областного радио Леонидом Сорокиным, известным работами с Максимом Дунаевским и ансамблем «Фестиваль» (фильмы «Д’Артаньян и три мушкетёра», «Ах, водевиль», «Зелёный фургон» и др.). Но вскоре Александр Белый вернулся в Москву, а на его место пришёл ещё один полтавчанин, клавишник и бэк-вокалист Анатолий Столбов. Для того, чтобы концертные выступления выглядели более зрелищно, в группу был принят барабанщик Александр Наливайко (до этого группа работала без барабанщика, с ритм-машиной).
Альбом был передан для распространения в московскую студию звукозаписи Андрея Лукинова «Звук». Спустя пару месяцев, песни группы стали популярными по всей стране, и известный концертный администратор Рафаэль Мазитов пригласил «Фристайл» на гастроли.
Первый концерт группы прошел 16 мая 1989 года в Барнауле. Второй альбом был записан всего за три недели в июле 1989 года. В нём появился хит Анатолия Розанова и Сергея Кузнецова «Я тебе не верю» в исполнении Нины Кирсо (видеоклип, снятый на эту песню киевским режиссёром Татьяной Миллер, часто транслировался на разных телеканалах). Но впервые в телеэфире коллектив появился летом 1990 года в программе «50х50» с песней «Жёлтые розы» (муз. А. Розанов — сл. С. Кузнецов).
Существует мнение, что «Фристайл» — это семейный бизнес-проект, что Анатолий Розанов создавал группу специально для своей супруги Нины Кирсо. Внимательный анализ материала первых четырёх альбомов (1989—1991) показывает, что это далеко не так: в первом альбоме песни были поровну распределены между всеми тремя солистами.
В 1991 году на экранах появился клип на песню «Больно мне, больно!», ставшую мегахитом. В титрах было написано «Вадим Казаченко и группа „Фристайл“». Как следствие, вскоре Вадим Казаченко ушёл из группы, начав сольную карьеру.
В 1992 году на вакантное место вокалиста в группу «Фристайл», в результате конкурса, был принят певец и гитарист из Кременчуга Сергей Дубровин. В середине 1990-х годов песня «Ах, какая женщина!», стала визитной карточкой «Фристайла». С этой песней группа стала Лауреатом телевизионного Фестиваля «Песня-1996». В 1999 году с песни «Скажи мне "Да"». в Но летом 2001 года Сергей Дубровин ушёл из группы, переехав в ФРГ, чтобы заняться сольной карьерой. Следующим солистом группы стал Сергей Вязовский. В записи новых песен он не участвовал, но пел на концертах группы их старые хиты с мужским вокалом. В марте 2002 года Вязовский ушёл из «Фристайла», также переехав в ФРГ. В 2015 году у Вязовского произошла коронарная смерть. Он умер 29 августа 2020 года после 5 лет комы.
Больше вокалистов «со стороны» было решено не искать, и мужские песни в группе стал исполнять бессменный участник «Фристайла» Сергей Кузнецов, который, являясь автором текстов большинства этих песен, представляет, таким образом, их «авторский» вариант. Он выступает в качестве солиста группы и в новых звуковых треках группы.
На протяжении всего творческого пути с коллективом сотрудничали различные музыканты. Вот воспоминания Андрея Бахмата.

Помню, как мы работали с Александром Ильчишем, Олегом Шеременко, Вячеславом Кузьменко и всей творческой лабораторией группы «Фристайл». Почему с творческой лабораторией? Да всё очень просто, дело в том, что «Фристайл» — это не просто название группы, это, если хотите, лейбл со знаком высокого качества. Абсолютно слаженная, высоко профессиональная работа всех участников коллектива. На студии минимум болтовни, максимум отдачи и, как результат, — высокое качество материала. Такие понятия, как «фанера» или «халтура», чем, к сожалению, зачастую не брезгуют большинство групп или исполнителей в жанре поп музыки, для «Фристайла» вообще неприемлемы. Безусловно, в этом огромная заслуга бессменного руководителя коллектива Анатолия Розанова. В своём деле он настоящий гуру.
— 
В 2004 году аранжировщиком группы «Фристайл» стал выпускник Одесской консерватории Юрий Савченко, который до этого зарекомендовал себя, делая аранжировки и ремиксы для Кристины Орбакайте, группы «Премьер-министр», Дианы Гурцкои, Бориса Моисеева и других известных исполнителей. С 2005 года Юрий Савченко также принимает участие в концертных выступлениях «Фристайла» как второй клавишник; кроме того с группой выступает барабанщик Юрий Зирка.
В 2005 году группа выпустила альбом-сборник «Капелька. Любимые песни», в который вошли 17 песен, спетых Ниной Кирсо в разные годы, в том числе три абсолютно новых номера. С этого же года более 100 радиостанций ротируют новые песни группы «Фристайл»: «Капелька», «А я тебя любила», «Падали снежинки», «Это всё тебе кажется» и др.
Коллектив стал Лауреатом Международных музыкальных премий «Золотая шарманка» и «Песни моря», участвовал в больших сборных концертных программах «Дискотека СССР», «Дискотека 1980-х», «Дискотека 1990-х», «Мираж — 18 лет», «Кумиры 1990-х» и «Песни 1990-х». Помимо этого коллектив снимался в телевизионных шоу-концертах «Место встречи — ИНТЕР», «Бенефис Николо», «Фольк-мьюзик», «Наша пісня», «Шлягер-парад», «Ян Табачник» и «Честь имею пригласить», часто появлялся в программах российских, белорусских и украинских телеканалов. Своё ХХ-летие группа отметила большим концертным туром по городам России, Белоруссии, Молдавии и Украины, который завершился гала-концертом в киевском Дворце спорта (видеоверсия этого мероприятия с успехом демонстрировалась на многих украинских телеканалах).
Несколько презентаций новых альбомов-сборников прошли в Москве и Киеве: так, в московском клубе «Адмирал» был представлен юбилейный альбом композитора Анатолия Розанова «Ах, какая женщина», а в Киеве в клубе «Арена» группа выступила вместе с большим количеством молодых артистов, которые по-своему перепели многие хиты «Фристайла».
16 февраля 2012 года в Полтаве состоялось открытие новой звукозаписывающей музыкальной студии «Studio Freestyle» — по отзывам многих экспертов, первой на Украине студией мирового уровня, совершенно уникального проекта, созданного «с нуля» согласно всем общепринятым нормам для сооружений такого рода.
1 июня 2018 года солистка группы Нина Кирсо перенесла тяжелейший инсульт. Какое-то время «Фристайл» работал чисто мужским составом, было проведено несколько благотворительных концертов с участием звёзд украинской эстрады; всё сборы с этих концертов были перечислены на лечение Нины. По заключению врачей, Нина Кирсо уже не могла вернуться к активной жизни, и с февраля 2019 года в группе Фристайл новая солистка Ната Недина. 30 апреля 2020 года Нина Кирсо умерла.
После 24 февраля 2022 года группа «Фристайл» выложила в сеть видеообращение, в котором она осудила российское вторжение на Украину и в конец нецензурно выругалась в адрес русских. Позже она прекратила гастрольную деятельность в России и в соответствии с украинскими законами исполняет свои песни исключительно на украинском языке — легендарные хиты получили авторский перевод, а новые сочиняют по-украински Сергей Кузнецов и полтавская поэтесса Татьяна Шершова. 3 апреля бывший солист Вадим Казаченко, поддержавший вторжение, раскритиковал нынешних участников группы за видеообращение, назвав их «предателями Родины».

## Оценка творчества
«Фристайл» уже через несколько месяцев после своего образования заняла верхние строчки рейтингов популярности (вместе с «Миражом» и «Ласковым маем»)

Группа «Фристайл» — одна из самых таинственных поп-групп последних лет. В прошлом году на студиях звукозаписи появился их магнитоальбом и в считанные дни разошёлся по дискотекам страны.
— Газета «Пионерская правда», 13 октября 1990 г.

На первом месте вот уже 5—6 месяцев стоит группа «Фристайл», которую магнитофоны студий уже устали переписывать на катушки и кассеты клиентов.
— Газета «Московский комсомолец», 15 ноября 1990 г.
Критики отмечали неординарность группы на общем фоне:

Во-первых, фристайловцы работают не под фонограмму, а «живьём», что среди отечественных поп-составов — невиданная редкость и непозволительная роскошь. Во-вторых, наши нынешние гости не столь примитивны относительно музыки, аранжировок, просто мощны в своём жанре вокально и приятны чисто визуально.
Что больше всего обращает на себя внимание во «Фристайле», так это не манеры, не вокал и не музыка руководителя группы Анатолия Розанова (типично «ласковомайская»), а песенные тексты клавишника Сергея Кузнецова. Двойственное впечатление от них можно выразить, прибегнув к помощи фраз «краткость — сестра таланта» и «простота хуже воровства». То есть в текстах явно «что-то есть». Есть, возможно, некое предчувствие того, сколь просты, ясны, лапидарны будут слова песен на нашей завтрашней эстраде.
И если пофантазировать насчёт потенциальной конвертируемости на мировом шоу-рынке советской поп-музыки, подобно англоязычной и итальянской, то «Фристайл» тут — в числе первых претендентов. При сверхблагоприятных обстоятельствах в ушах слушателей, наравне с «ай лав ю» и «рагаци», будут застревать постоянно повторяемые «снег», «свеча», «сезон любви», «прощай», «сказка», «роза», «я и ты» и т. п.
— Газета «Коммунист Таджикистана», сентябрь 1990 г.

## Дискография

### Магнитоальбомы
1. Февраль 1989 — «Получите!»
2. Август 1989 — «Получите! — дубль 2»
3. Март 1990 — «Получите! — дубль 3»
4. Июль 1991 — «Фристайл-4»
5. Май 1992 — «Получите! — дубль 5»
6. Декабрь 1993 — «Измученное сердце»
7. Октябрь 1995 — «Ах, какая женщина»

### Грампластинки
1. Декабрь 1989 («Мелодия») — Участники песенного Фестиваля «Алтын-Алма» (отдельный номер — песня «Ключ»)
2. Август 1991 — «Получите — раз, два, три!» (Студия Союз)[15]
3. Август 1991 — «Четвёртая серия»[16][17]
4. Октябрь 1991 («Мелодия» — «Русский диск») — Лучшее из поп-музыки — Лауреаты Фестиваля «Форманта-1991» в г. Качканаре (отдельный номер — песня «Бог тебя накажет»)

### Компакт-диски
1. 1994 — «И новое, и лучшее» (2 CD — «Бекар Records» — BC-225003-2)
2. 1994 — «Грош цена тебе» (ФРГ, агентство Михаила Фридмана)
3. 1994 — «Измученное сердце» (ФРГ, агентство Михаила Фридмана)
4. 1994 — «Фристайл — Made in Germany» (ФРГ, агентство Михаила Фридмана)
5. 1995 — «Прощай навеки, последняя любовь» («Jeff Records»)
6. 1995 — «Жёлтые розы» («Jeff Records»)
7. 1995 — «Белая акация» («Jeff Records»)
8. 1995 — «Больно мне, больно» («Jeff Records»)
9. 1995 — «Ах, какая женщина» («Jeff Records»)
10. 1996 — «Фристайл — любимые песни» — 2 CD («Jeff Records»)
11. 1997 — «Цветёт калина» («Jeff Records»)
12. 1997 — «Кораблик любви» («Jeff Records»)
13. 1997 — «Черёмуха» («Jeff Records»)
14. 1999 — «Лучшие песни»
15. 2001 — «Звёздный дождь» («STM Records» — «Grand Records»)
16. 2002 — «Фристайл» (серия «Grand Collection» — «Квадро-Диск»)
17. 2005 — «Капелька. Любимые песни»
18. 2009 — «Песни Анатолия Розанова» («МР3-80 треков» — «Квадро-Диск»)
19. 2010 — «Фристайл Плюс — Хиты и Звёзды» («Артур Мьюзик»)
20. 2013 — «Фристайл: Нина Кирсо и Сергей Кузнецов» (Серия «Две звезды», выпуск 15, «КвадроДиск»)
21. 2013 — «Фристайл и Сергей Кузнецов. 50 лучших песен MP3» («КвадроДиск»)
22. 2014 — «Юбилейный 10»
23. 2016 — «Цветёт калина»
24. 2020 — «Люблю тебя очень»
25. 2021 — «Мама, я люблю его»